# 蒙克国际研究中心
蒙克国际研究中心是一个位于加拿大安大略省多伦多市，多倫多大學三一學院下设的一个学术研究机构。中心提供國際研究、公共政策、歐洲研究、亞太研究以及俄羅斯研究之碩士課程。